# Обект на Хербиг-Аро
Обектите на Хербиг-Аро (на английски: Herbig–Haro object, HH) са светли мъглявинни петна, които обикновено се свързват с новообразувани звезди. Образуват се, когато тънки струи частично йонизиран газ, изхвърлян от звезди, се сблъскат с близките облаци газ и прах със скорост от няколкостотин километра в секунда. Тези обекти са често срещани в региони на активно звездообразуване, като около една звезда често могат да се наблюдават няколко такива обекта, подравнени спрямо оста ѝ на въртене. Повечето от тях лежат в рамките на един парсек от източника си, макар да съществуват и такива, отдалечени на няколко парсека от него. Обектите на Хербиг-Аро представляват преходно явление, което продължава около няколко десетки хиляди години. С течение на времето те могат да променят външния си вид, докато се отдалечават бързо от звездата си към газови облаци в междузвездното пространство. Наблюденията на космическия телескоп Хъбъл показват сложната еволюция на обектите на Хербиг-Аро в период от няколко години – някои части на мъглявината избледняват, докато други стават по-светли, сблъсквайки се с материята на междузвездната среда.
Първоначално са наблюдавани в края на 19 век от американеца Шербърн Уесли Бърнам, но са признати за отделен вид емисионна мъглявина през 1940-те години. Първите астрономи, които ги изследват подробно, са Джордж Хербиг и Гилермо Аро, чиито имена носят. Двамата работят независимо един от друг в областта на звездообразуването, когато започват да анализират тези обекти и осъзнават, че те са вторичен продукт на процеса на звездообразуване. Въпреки че тези обекти излъчват във видимия спектър, много от тях остават невидими за нас, поради наличието на газ и прах, и могат да бъдат засечени само в инфрачервения диапазон.

## История
Първият обект на Хербиг-Аро е наблюдаван в края на 19 век от Шербърн Уесли Бърнам, който прави наблюдения върху звездата Т Телец с 910-mm рефракторен телескоп от обсерваторията Лик и забелязва малко мъглявинно петно близо до нея. Първоначално се смята, че това е емисионна мъглявина и като такава не е призната за отделен вид обект. Впоследствие е открито, че звездата Т Телец е много млада и променлива. Тя става прототип на клас сходни обекти, днес наричани звезди от тип Т Телец, които тепърва достигат своето състояние на хидростатично равновесие между гравитационния колапс и производството на енергия чрез термоядрен синтез в ядрата си. Петдесет години след откритието на Бърнам, няколко подобни мъглявини са открити с почти звездообразен вид. И Джордж Хербиг, и Гилермо Аро извършват независими наблюдения върху тези обекти в мъглявината Орион през 1940-те години. Хербиг разглежда и обекта на Бурнам и открива, че той има необичаен електромагнитен спектър, показвайки ярки емисионни линии на водород, кислород и сяра. Аро открива, че всички изследвани обекти от този тип са невидими в инфрачервения диапазон.
След независимите си открития, Хербиг и Аро се срещат на астрономическа конференция в Тусон, Аризона през декември 1949 г. Хербиг първоначално отделя малко внимание за обектите, които открива, като се занимава главно с близките им звезди, но след като научава за откритията на Аро, той започва да ги изучава по-задълбочено. Съветският астроном Виктор Амбарцумян дава името на тези обекти и, имайки предвид тяхното образуване около млади звезди (на възраст от няколко хиляди години), предполага, че те могат да представляват ранен етап в образуването на звезди от тип Т Телец. Изследванията на обектите на Хербиг-Аро показват, че те са силно йонизирани, като ранните теоретици спекулират, че това са отразяващи мъглявини, съдържащи в себе си горещи звезди с ниска светимост. Уви, отсъствието на инфрачервено излъчване от мъглявини означава, че в тях не може да има звезди, тъй като те биха излъчвали много инфрачервени вълни. През 1975 г. американският астроном Р. Шварц излага теорията, че ветрове от звездите от тип Т Телец пораждат ударни вълни в околната среда, при което се създава видима светлина. С откриването на първата протозвездна струя в HH 46/47 става ясно, че обектите на Хербиг-Аро наистина са феномени, пораждани от ударни вълни, при които ударите са захранвани от насочени струи от протозвезди.

## Образуване
Звездите се образуват след гравитационен колапс на междузвездни облаци. Докато при колапса се увеличава плътността, загубите на енергия намаляват вследствие повишената непрозрачност. Това покачва температурата на облака, което спира по-нататъшния колапс и се установява хидростатично равновесие. Газът продължава да изпада към ядрото, образувайки акреционен диск. Ядрото на тази система се нарича протозвезда. Част от акреционния материал се изхвърля по дължина на оста на въртене на звездата чрез две струи от частично йонизиран газ (плазма). Механизмът на образуване на тези противоположно насочени струи не е изцяло изяснен, но се смята, че взаимодействието между акреционния диск и звездното магнитно поле ускорява част от акреционния материал надалеч от равнината на диска. Тези струи извеждат навън излишния момент на импулса, който иначе би накарал звездата да се върти твърде бързо и да се разпадне. Когато тези струи се сблъскат с междузвездната среда, те образуват малки петна на ярко излъчване, които представляват обектите на Хербиг-Аро.

## Свойства
Електромагнитното излъчване от обектите на Хербиг-Аро се поражда от ударните вълни в междузвездната среда. Спектърът е непрекъснат, но има интензивни емисионни линии на неутрални и йонизирани елементи. Спектроскопските наблюдения на Доплеровия ефект на HH обекти показват скорости от порядъка на няколкостотин километра в секунда, но емисионните линии в тези спектри са по-слаби от това, което иначе се очаква от такива високоскоростни сблъсъци. Това предполага, че част от материала, с който се сблъскват струите, се движи заедно с тях, макар и с по-ниска скорост. Спектроскопските наблюдения на HH обекти показват, че те се отдалечават от звездите си със скорост от няколкостотин километра в секунда. През последните години високата разделителна способност на космическия телескоп Хъбъл разкрива собственото движение на много HH обекти в продължение на няколко години. Докато се отдалечават от звездите си, HH обектите еволюират в значителна степен, като тяхната светимост се изменя в рамките на само няколко години. Индивидуални компактни възли в обекта могат да станат по-ярки или да избледнеят и да изчезнат напълно, а нови възли могат също да се появяват. Това се дължи най-вероятно на прецесията на струите и тяхното пулсиращо (неравномерно) изригване от звездите. По-бързите струи настигат по-бавните струи, при което потоците от газ се сблъскват и генерират ударни вълни и емисии.
Общата маса, която се изхвърля от звездите, за да образуват HH обекти е от порядъка на 10−8 до 10−6 M☉ на година, което е много малко количество материал в сравнение с масата на самите звезди, но равняващо се на около 1 – 10% от общата натрупвана маса от звездите ежегодно. Загубата на маса намалява с увеличаване на възрастта на източника. Наблюдаваните температури в HH обекти обикновено варират между 9000 и 12 000 K – сходни на тези в други йонизирани мъглявини (H II области и планетарни мъглявини). Плътността им, от друга страна, е по-висока от тази на другите мъглявини, варирайки от няколко хиляди до няколко десетки хиляди частици на cm3, в сравнение с около хиляда частици на cm3 в повечето H II области и планетарни мъглявини.
Плътността също намалява, докато източникът еволюира с течение на времето. HH обектите са съставени главно от водород и хелий, които съставляват съответно 75% и 24% от тяхната маса. Около 1% от масата им е съставена от по-тежки химични елементи (кислород, сяра, азот, желязо, калций и магнезий). Изобилието на тези елементи, открити чрез съответните им емисионни линии, като цяло е сходно с обичайното им изобилие в космоса. Много химични съединения, срещащи се в околната междузвездна среда, но неналични в материала на източника (например хидриди), вероятно са били произведени при химични реакции, настъпващи вследствие ударите. Около 20 – 30% от газа в HH обектите се йонизира близо до звездата източник, но пропорциите му намаляват с увеличаване на разстоянието от нея. Това подсказва, че материалът се йонизира в полярните струи, а не в хода на последващите сблъсъци.